# Granica polsko-słupska
Granica polsko-słupska – granica dzieląca terytoria Królestwa Polskiego (Prusy Królewskie) i Księstwa Słupskiego w latach 1466–1474 (1478). Powstała po II pokoju toruńskim po włączeniu Prus Królewskich do Polski.

## Przebieg granicy
Początek granicy – styk granic Królestwa Polskiego, księstwa biskupów kamieńskich i księstwa słupskiego na północ od Białego Boru. Następnie biegła w kierunku północno-wschodnim na południe od Miastka, na zachód od Bytowa, rzeką Kamienica do rzeki Słupia, Słupią do jeziora Jasień, rzeką Łupawa, na zachód od Lęborka kanałem Łebskim, rzeką Łeba do jej ujścia do jeziora Łebsko, wschodnią częścią tego jeziora i dochodziła do Morza Bałtyckiego koło m. Rąbka.
Od 1478 do 1648 była wschodnią granicą zjednoczonego Pomorza Zachodniego.
Po 1815 była to wschodnia granica pruskiego powiatu Słupsk i południowo-wschodnia powiatu Miastko.